# 大町村 (愛媛県)
大町村（おおまちむら）は、愛媛県新居郡にあった村。現在の西条市の北東部、予讃線・伊予西条駅の周辺にあたる。

## 地理
- 山岳 ： 八堂山
- 河川 ： 加茂川、室川

## 歴史
- 1889年（明治22年）12月15日 - 町村制の施行により、福武村・明神木村・大町村の区域をもって発足。
- 1925年（大正14年）2月11日 - 西条町・玉津村・神拝村と合併し、改めて西条町が発足。同日大町村廃止。

## 交通

### 鉄道路線
- 鉄道省
  - 予讃本線（現・予讃線）
    - 伊予西条駅

### 道路
現在は旧村域を松山自動車道が通過するが、当時は未開通。

## 出身著名人
- 岡本栄吉（貴族院多額納税者議員）